# Stoke Gabriel & Torbay Police F.C.
Stoke Gabriel & Torbay Police Football Club là một câu lạc bộ bóng đá Anh có trụ sở tại Stoke Gabriel, Devon. Vào tháng 6 năm 2021, đội sáp nhập cùng với Torbay Police FC. Hiện tại họ đang thi đấu tại giải Devon League Khu vực Tây Nam.

## Danh hiệu
- South West Peninsula League Division One East:[2]
  - Vô địch (2): 2013–14, 2016–17
  - Á quân (3): 2009–10, 2011–12, 2012–13
- Devon County League:[2]
  - Vô địch (2): 1994–95, 1996–97
  - Á quân (3): 1993–94, 1995–96, 1999–2000

## Cầu thủ nổi tiếng
- Kieffer Moore
- Richard Hancox
- Kevin Wills